# 何宣林
何宣林（1992年3月5日—），出生於安徽省蚌埠市，畢業於北京電影學院，是位女演員及歌手。
2018年，何宣林出演愛情片《三色鐲：破謎重生》。2019年，在古裝懸疑劇《長安十二時辰》中飾演阿枝而受到關注。2020年，憑藉青春愛情劇《冰糖燉雪梨》被更多觀眾認識，9月，主演的青春愛情競技傳承劇《捨我其誰》開機  。2021年，主演的電視劇《捨我其誰》播出，同年，主演古裝愛情神話電視劇《星落凝成糖》 。

## 影视作品

### 电影
| 年份   | 名稱             |  |
| 2018年 | 三色鐲：破謎重生 |  |

### 电视剧
| 首播年份 | 剧名                         | 角色          |
| 2019年   | 《長安十二時辰》             | 阿枝          |
| 2020年   | 《冰糖炖雪梨》               | 夏夢歡        |
| 2020年   | 《吉他兄弟》                 | 吴小娜        |
| 2021年   | 《舍我其谁》                 | 丁嵐          |
| 2021年   | 《您好！母亲大人》           | 贾妮妮        |
| 2023年   | 《星落凝成糖》               | 离光青葵      |
| 2023年   | 《烈爱》(网络短剧)           | 林雯语        |
| 2024年   | 《1818编辑部》(网络短剧)     | 卫莱          |
| 2024年   | 《情刺》(网络短剧)           | 顾君遥        |
| 2024年   | 《永夜長明》(网络短剧)       | 謝挽音        |
| 2025年   | 《不负将军不负卿》(网络短剧) | 周初/薛十三   |
| 2025年   | 《宫墙厌》(网络短剧)         | 地十七/魏嫔妃 |
| 2025年   | 《野火》(网络短剧)           | 沈慕灵        |
| 2025年   | 《朝朝如念》(网络短剧)       | 顧朝朝/紀雲朝 |
| 待播     | 《与君渡长欢》(网络短剧)     |               |
| 待播     | 《宿命》(网络短剧)           | 苏若颜        |
| 待播     | 《两不疑》(网络短剧)         |               |

## 歌曲
| 曲目     | 備註                                  | 年份   |
| 冰天雪地 | 《冰糖燉雪梨》原聲帶                  | 2020年 |
| 孤独尘埃 | 电视剧《舍我其谁》插曲                | 2021年 |
| 拾光     | 电视剧《舍我其谁》插曲                | 2021年 |
| 简爱     | 电视剧《舍我其谁》cp曲 何宣林、秦天宇 | 2021年 |